# Eleições gerais na Bolívia em 2005
As eleições gerais na Bolívia em 2005 ocorreram em 18 de dezembro de 2005, quando um novo presidente foi eleito, bem como foi renovado o parlamento nacional.
Três milhões e setecentos mil bolivianos inscritos no registro eleitoral foram chamados às urnas no domingo de 18 de dezembro para eleger um novo governo e, segundo as pesquisas de opinião prévias, nenhum dos aspirantes obteria maioria absoluta (50% mais um), necessária para sua eleição direta. Dessa foram, a designação caberia ao recém eleito congresso, segundo as regras eleitorais bolivianas. Mas os resultados finais deram uma maioria absoluta de mais de 54% dos votos a Evo Morales, enquanto as pesquisas de opinião apontavam que teria apenas 37%.

## Eleições regionais
A eleição de 2005 também passou para a história por iniciar a Eleição de Prefeitos Departamentais, mediante o voto direto (antes era designado pelo presidente da República). Muitos analistas políticos asseguravam que o novo congresso responderia mais a suas regiões do que aos partidos, o que daria mais importância à tarefa dos prefeitos.

## Resultados
| Candidato presidencial                | Candidato Vice Presidente                 | Partido | Votos     | Porcentagem |
| ------------------------------------- | ----------------------------------------- | ------- | --------- | ----------- |
| Juan Evo Morales Ayma                 | Álvaro García Linera                      | MAS     | 1.539.045 | 53,72%      |
| Jorge Fernando "Tuto" Quiroga Ramírez | María Renée de los Ángeles Duchén Cuéllar | Podemos | 819.817   | 28,62%      |
| Samuel Jorge Doria Medina Auza        | Carlos Fernando Dabdoub Arrien            | UN      | 223.615   | 7.81%       |
| Michiaki Nagatani Morishita           | Guillermo Luis Bedregal Gutiérrez         | MNR     | 184.937   | 6,46%       |
| Felipe Quispe Huanca                  | Camila Choqueticlla                       | MIP     | 61.833    | 2,16%       |
| Gildo Angulo Cabrera                  | Gonzalo José Silvestre Quiroga Soria      | NFR     | 19.557    | 0,68%       |
| Eliceo Rodríguez Pari                 | Rodolfo Antonio Flores Morelli            | Frepab  | 8.733     | 0,31%       |
| Néstor García Rojas                   | Teodomiro Rengel Huanca                   | USTB    | 7.331     | 0,26%       |
| Total de votos validamente emitidos   |                                           |         | 2.185.960 | 100%        |
| Votos nulos                           |                                           |         | 103.960   | 3,36%       |
| Votos brancos                         |                                           |         | 122.879   | 3,97%       |
| Total de votos                        |                                           |         | 3.091.707 | 100%        |
| Padrão eleitoral                      |                                           |         | 3.670.995 | 3.670.995   |